# Чёрный коршун
Чёрный коршун (лат. Milvus migrans) — вид хищных птиц семейства ястребиных.

## Этимологияназвания
Русское название — коршун, коршак; украинское — коршак или шулика; белорусское — каршун, шуляк; болгарское — коршун, коркун или черна каня; словацкое krsak, krso — коршун; эстонское harksaba — коршун, скорее всего, восходящее к авестийскому — kahrkasa «коршун» и так же, как названия других хищников, содержащее корень *or (ar, er). По данным русского советского писателя А.П. Чапыгина, приведенным в комментариях к роману "Разин Степан" (1924-1927), в отдельных районах Подонья, на местных диалектах, коршунов называли Курюками или Корюками.
Возможно, что слово коршун является результатом огласовки сходного названия хищной птицы крачунъ, приводимого В. И. Далем (1882) (без объяснения источника заимствования и этимологии), как «заморская хищная птица Circaёtus (змееяд), близкая к орланам, питается гадами». Коршун и змееяд довольно схожи внешне, имеют схожие по размеру и форме крылья, а также схожий спектр питания.
Близкие слова есть в тюркских языках, так как, например, в казахском имеется близкое по звучанию слова «каршыга» — в значении ястреб, в татарском — карчыга (иногда тилеган), в языке крымских татар карчея — в значении небольшой орел, в телеутском — karsiga, чагатском, сагайском — karciga, karsigai, — ястреб.

## Описание
Общая длина 44-66 см, масса 800—1100 г, длина крыла 41-51 см, размах крыльев 120—153 см. Самки немного крупнее самцов.
Окраска взрослых птиц (двухлетних и старше): спинная сторона тёмно-бурая; темя иногда беловатое с черноватыми наствольными отметинами; первостепенные маховые перья тёмно-бурые со светлыми основаниями внутренних опахал, рулевые бурые с тёмным поперечным рисунком; брюшная сторона бурая, часто с рыжеватым оттенком. Клюв чёрный, ноги жёлтые. Радужка бледно-бурая или жёлто-бурая.
Голос — мелодичная трель «юрль-ююррль-ююрррль» и частое «ки-ки-ки».

## Подвиды
Выделяют пять подвидов:
- Milvus migrans migrans (Boddaert, 1783) — Размножается в центральной, южной и восточной Европе до Тянь-Шаня и к югу до Пакистана. Зимует в Африке. Голова светлая.
- Milvus migrans lineatus (Gray, 1831 — Сибирь до Приамурья на юг до Гималаев, до Северной Индии, Индокитая и юга Китая.
- Milvus migrans govinda Sykes, 1832 — Восточный Пакистан, тропическая Индия и Шри-Ланка до Индокитая и Малайского полуострова[4]
- Milvus migrans affinis Gould, 1838) — Сулавеси и, возможно, Папуа Новая Гвинея кроме гор, Северо-Восточная и Восточная Австралия.
- Milvus migrans formosanus Kuroda, 1920 — Тайвань и Хайнань, оседлый.

## Распространение
Распространён в Африке (кроме Сахары) и на Мадагаскаре, в умеренной и южной полосе Азии в т ч в Индии, на некоторых островах, в частности на Филиппинских, Сулавеси, Новой Гвинее; в Северной Австралии. Широко распространён в России и на Украине. В лесостепной зоне вблизи крупных рек в период гнездования часто встречается даже в центре крупных городов, например Новосибирска и Барнаула. В Палеарктике это перелётная птица, в других частях гнездовой области — оседлая.

## Образ жизни
Питается главным образом падалью, в основном рыбой, и другими отходами. Добычу также составляют млекопитающие, птицы, пресмыкающиеся, лягушки, живая рыба, насекомые, моллюски, ракообразные и черви. Места обитания — различные типы леса, обычно вблизи водоёмов.
Подходящих участков постройки для гнезда и для охоты на всех не хватает, поэтому «безземельные» птицы вынуждены добывать пропитание на чужих участках. Чтобы проинформировать потенциальных соперников о своей силе и статусе и избежать ненужных столкновений с более слабыми сородичами, чёрные коршуны часто украшают свои гнёзда различными предметами, предпочитая обрывки белых пластиковых пакетов как самые броские. Чем сильнее птицы, тем ярче украшено их гнездо. Чем ярче украшено гнездо, тем яростнее нападают на него соседи-конкуренты. Слабые птицы, неспособные дать отпор, гнёзда не украшают.
Гнездятся нередко группами, образуя небольшие гнездовые колонии. Гнездо располагает на деревьях, изредка на скалах. Откладывание яиц происходит в конце апреля — начале мая. В кладке 2-4 белых с бурыми пятнами яйца. Яйца высиживает самка, с некоторым участием самца. Молодые становятся лётными в возрасте 42-45 дней.